# Ремезов, Геннадий Викторович
Геннадий Викторович Ремезов (19 марта 1965, Воронеж) — советский и российский футболист, нападающий.

## Карьера игрока
Начал заниматься футболом в 6 лет в воронежской спортивной школе «Динамо».
В 1982 году по приглашению Владимира Проскурина попал в воронежскую «Стрелу». В 1983 перешёл в дубль «Факела». В 1985 году дебютировал за основной состав в Высшей лиге СССР, сыграл 5 матчей. В 1987 году по приглашению Юрия Коровина перешёл вместе с Олегом Бутузовым, Андреем Дувановым и Игорем Елфимовым в «Экибастузец». Отыграв в нём один сезон, попал в алма-атинский Кайрат из Высшей лиги. С 1989 года выступал во Второй лиге за «Химик» из Семилук, воронежский «Буран», тамбовский «Спартак».
В 1992 по приглашению Проскурина попал в «Иргиз» из Балаково. За сезон забил 22  гола и стал лучшим бомбардиром команды. На одной из игр приглянулся Виктору Антиховичу, тренировавшему самарские «Крылья Советов» из Высшей лиги. В 1993 Ремезов стал лучшим бомбардиром «Крыльев», забив 11 мячей. Летом 1994 года в середине сезона перешёл в клуб «Ирони» Ришон-ле-Цион, выступавший в Высшей лиге Израиля. Тренер Аврам Грант почти не выпускал Ремезова на поле, он выкупил свой трансферный лист, вернулся в Самару и с августа играл за «Крылья Советов». По статистическим данным некоторых источников сыграл 11 матчей за «Бейтар», однако сам Ремезов утверждал, что получал приглашение, некоторое время тренировался, но в официальных матчах за «Бейтар» не играл. В 1996 году Геннадия позвали в «Факел», он согласился на переход, о котором потом жалел, так как за весь сезон вышел на поле всего в двух матчах. В 1997 получил заманчивое финансовое предложение от клуба Третьей лиги «Рассвет» из села Троицкое. Команда, заняв второе место, получила право на повышение в классе, но снялась с первенства из-за организационных проблем. В 1998 году играл в «Уралмаше», который ставил себе задачу выйти в Первую лигу. Команда не справилась с поставленной целью. В 1999 Ремезов получил предложение от липецкого «Металлурга», находящегося недалеко от родного ему Воронежа. Ушел оттуда после смены тренера.
В 2001 году играл в «Газовике» из Острогожска Воронежской области.
Закончил с профессиональным футболом в 37 лет, в клубе «Локомотив» (Лиски).

## Достижения
- Кубок Федерации футбола СССР — 1988

## Семья
Сын Никита — хоккеист.